# Нахлёстово
Нахлёстово — деревня в Свердловском районе Орловской области. Входит в состав Котовского сельского поселения.

## География
Деревня расположена на берегу реки Пирожково.
Уличная сеть представлена тремя объектами: улица Лётчика Леонова, Береговая улица и улица Лётчика В. Н. Леонтьева.
Географическое положение: в 2 километрах от районного центра — посёлка городского типа Змиёвка, в 40 километрах от областного центра — города Орёл и в 355 километрах от столицы — Москвы.

## Население
| 2002 | 2010 |
| ---- | ---- |
| 202  | ↘165 |

## Известные жители
6 июня 1904 года в деревне родился Борис Захарович Сучков, советский военный деятель, полковник (1942 год).

## Транспорт
Поселковые (сельские) дороги.